# Leucostoma fallax
Leucostoma fallax là một loài ruồi trong họ Tachinidae.